# Milionia lepida
Milionia lepida är en fjärilsart som beskrevs av Jordan 1915. Milionia lepida ingår i släktet Milionia och familjen mätare. Inga underarter finns listade i Catalogue of Life.